# Đô đốc Hải quân Liên Xô
Đô đốc Hải quân Liên Xô (tiếng Nga: Адмирал Флота Советского Союза), còn được dịch là Đô đốc Hạm đội Liên bang Xô viết, là quân hàm cao nhất của Hải quân Liên Xô, đặt ra ngày 3 tháng 3 năm 1955, tương đương với quân hàm Nguyên soái Liên bang Xô viết. Chỉ có 3 đô đốc từng được phong quân hàm này.

## Lịch sử quân hàm
Trước năm 1944, 2 sĩ quan cao cấp nhất của Hải quân Liên Xô là Nikolay Kuznetsov, Dân ủy Hải quân (bộ trưởng) và Ivan Isakov, Tổng tham mưu trưởng Hải quân, đều chỉ mang cấp bậc Đô đốc (адмирал). Tháng 5 năm 1944, nhằm cho 2 lãnh đạo Hải quân Liên Xô có một cấp bậc tương xứng với các đồng nghiệp Anh-Mỹ, Stalin đã thăng quân hàm cho Kuznetsov và Isakov lên bậc Đô đốc hạm đội (адмирал флота). Ban đầu, cấp hiệu Đô đốc hạm đội chỉ mang 4 sao giống như cấp bậc Đại tướng Hồng quân Liên Xô, nhưng nhằm nhấn mạnh cấp hàm tương đương với bậc Nguyên soái Liên Xô, nên từ năm 1945, cấp hiệu Đô đốc hạm đội mang 1 ngôi sao lớn và Quốc huy Liên Xô tương tự như cấp hiệu của Nguyên soái Liên Xô.
Năm 1948, Kuznetsov bị giáng xuống hàm Chuẩn đô đốc. Tuy nhiên, chỉ sau đó 5 năm, ông được phục hồi trở lại hàm Đô đốc hạm đội. Chính vì vậy, sau khi Stalin chết, Kuznetsov được gọi một cách không chính thức với vị thế là đô đốc cao cấp nhất của Liên Xô là Đô đốc Hải quân Liên bang Xô viết. Đến ngày 3 tháng 3 năm 1955, Hội đồng Bộ trưởng Liên Xô chính thức đặt ra quân hàm Đô đốc Hải quân Liên bang Xô viết, hai người được phong vẫn là Kuznetsov và Isakov.
Trên thực tế, cấp bậc Đô đốc Hải quân Liên bang Xô viết chỉ là sự thay đổi tên gọi của cấp bậc Đô đốc hạm đội cũ. Cấp hiệu Đô đốc hạm đội cũ được dùng cho cấp bậc Đô đốc Hải quân Liên bang Xô viết mới. Cấp bậc Đô đốc hạm đội xem như được bãi bỏ. Từ năm 1955 đến 1962, trong hệ thống cấp bậc Hải quân Liên Xô, cấp bậc liền dưới của Đô đốc Hải quân Liên bang Xô viết là Đô đốc với cấp hiệu 3 sao.
Sau vụ chiến hạm Novorossiysk bị chìm ở cảng Sevastopol vào tháng 12 năm 1955, Kuznetsov bị cách chức, sau đó bị giáng quân hàm xuống Phó đô đốc vào năm 1956 (tức bị giáng 2 cấp); Isakov là Đô đốc Hải quân duy nhất. Đến năm 1962, cấp bậc Đô đốc hạm đội được phục hồi với cấp hiệu 4 sao và Đô đốc Sergey Gorshkov là người thứ 3 được thụ phong hàm này. Ông cũng chính là người thứ 3 thụ phong hàm Đô đốc Hải quân Liên bang Xô viết sau khi Isakov chết vào năm 1967.
Gorshkov cũng chính là Đô đốc Hải quân cuối cùng. Ông mất năm 1988. Kuznetsov mất năm 1974, nhưng được phục hồi cấp bậc Đô đốc Hải quân cũng vào năm 1988. Tuy vậy, không ai được phong hàm này nữa cho đến khi Liên Xô tan rã năm 1991.

## Danh sách Đô đốc Hải quân Liên bang Xô viết
- Nikolay Gerasimovich Kuznetsov (1904-1974), phong ngày 3 tháng 3 năm 1955, bị giáng quân hàm ngày 17 tháng 2 năm 1956, truy phục ngày 26 tháng 7 năm 1988
- Ivan Stepanovich Isakov (1894-1967), phong ngày 3 tháng 3 năm 1955
- Sergey Georgyevich Gorshkov (1910-1988), phong ngày 28 tháng 10 năm 1967